# 松平信愛
松平 信愛（まつだいら のぶざね）は、江戸時代中期から後期にかけての大名。出羽国上山藩6代藩主。官位は従五位下・山城守。藤井松平家嫡流12代。

## 生涯
安永8年（1779年）3月4日、4代藩主・松平信亨の四男として誕生した。寛政8年（1796年）に兄で先代藩主の信古が死去したため、その養子として跡を継いだ。同年12月28日に叙任する。兄の代からの藩政改革をめぐって家臣団の争いが続いた。
文化2年（1805年）3月27日、大坂加番在任中に死去した。享年27。跡を養子の信行が継いだ。

## 系譜
父母
- 松平信亨（実父）
- 松平信古（養父）

正室
- 松平親貞の娘

養子
- 松平信行 - 松平康哉の五男
- 松平信行正室 - 実妹